# Lonchocarpus killipii
Lonchocarpus killipii är en ärtväxtart som beskrevs av Adolpho Ducke. Lonchocarpus killipii ingår i släktet Lonchocarpus och familjen ärtväxter. Inga underarter finns listade i Catalogue of Life.